# Церковь Николая Чудотворца в Константиновке (Казань)
Церковь Николая Чудотворца в Константиновке — однопрестольный храм Казанской епархии Татарстанской митрополии Русской православной церкви.

## Расположение
Церковь Николая Чудотворца находится в восточной части Казани, на территории Советского района, в центральной части посёлка (жилого массива) Константиновка.   

## Архитектура

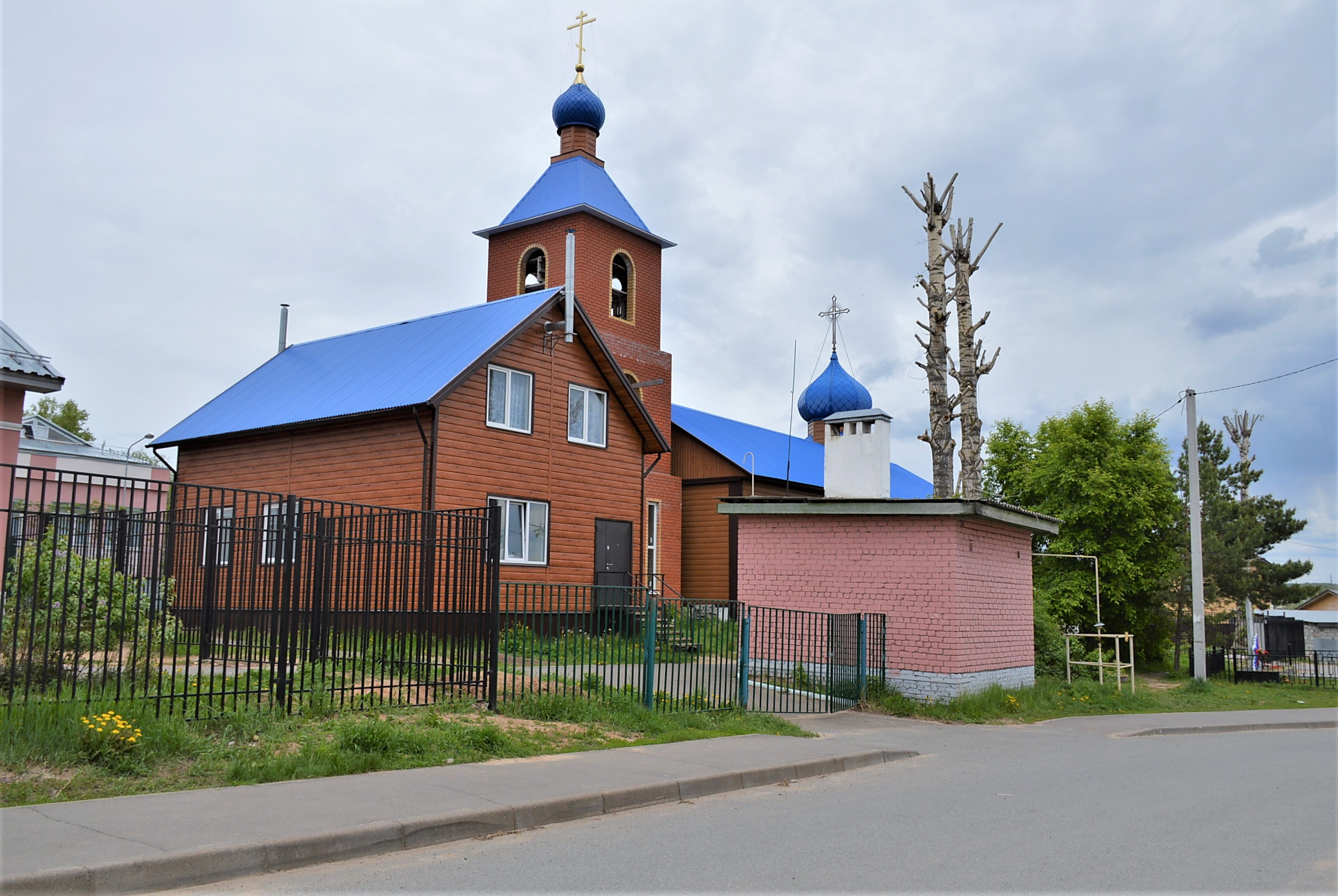
Вид на церковь с юго-западной стороны. На переднем плане слева — приходской дом с воскресной школой

Несмотря на то, что церкви Николая Чудотворца в Константиновке более ста лет, в настоящее время её архитектурный облик отличается утилитарным характером, лишённым прежнего оформления в стиле эклектики. 
Это одноэтажное деревянное здание длиной более 20 метров, обшитое вагонкой и крытое двускатной крышей. На крыше установлен небольшой барабан, стилизованный под «восьмерик на четверике», увенчанный главкой. С восточной стороны здания пристроена пятигранная апсида, крытая скатной крышей. 
С западной стороны церкви пристроена невысокая кирпичная колокольня. Она состоит из трёх кубической формы ярусов, крытых четырёхгранной шатровой крышей, над которой в свою очередь возвышается восьмигранный деревянный барабан, увенчанный главкой. С северной и южной сторон первого яруса колокольни расположены по два длинных вертикальных окна прямоугольной формы, на втором и третьем ярусах — арочные оконные проёмы.  
С западной стороны колокольни пристроен одноэтажный приходской дом с мансардным этажом под двускатной крышей, в котором расположена воскресная школа. Через это здание осуществляется вход в саму церковь.

### Утраченный архитектурный облик церкви
От первоначального варианта церкви, имевшей ярко выраженное архитектурное оформление в стиле эклектики, сохранились цокольная часть, а также основной объём здания с алтарной частью — апсидой.
В прежние времена (до 1950-х годов) восточная половина деревянного здания (рядом с апсидой) имела двухъярусную конструкцию, которая увеличивала высоту помещения под куполом (в этой части располагались хоры). Она была крыта фигурной крышей. В центре неё был установлен купол в форме восьмигранного светового барабана, увенчанного шатровой крышей, оформленной в нижней части четырьмя (по сторонам света) закруглёнными кокошниками. По углам фигурной крыши располагались ещё четыре малых барабана под шатровыми покрытием, увенчанные главками.
В западной части здания церкви, над входом, была установлена трёхъярусная деревянная колокольня. Первый ярус колокольни в виде четверика был низким, на нём располагались два верхних восьмигранных яруса с оконными проёмами. Колокольня была крыта высокой шатровой крышей с главкой на вершине; нижняя часть крыши колокольни, как и у купола, была оформлена четырьмя закруглёнными кокошниками.
Территория вокруг церкви была огорожена и имела кирпичные арочные ворота с большим проездом в центре и двумя меньшими проходами по краям. Эти ворота сохранялись, как минимум, до 1950-х годов.

## История
До начала XX века в Константиновке не было собственной церкви, её жители относились к приходу села Царицыно, находившемуся от их деревни на расстоянии 8 вёрст. В весенний период это создавало большие неудобства, так как в половодье дорога к храму была затруднена.
В этих условиях было решено ходатайствовать о разрешении на строительство в Константиновке собственного храма. Постановление об этом было принято на деревенском сходе 9 июня 1913 года. Тогда же решили избрать строительный комитет, в состав которого вошли четыре человека — Алексей Фёдорович Булыгин, Николай Васильевич Мамочкин, Фёдор Самойлович Гришин и Пётр Петрович Гаранин. Кроме того, участники схода приняли решение выделить землю под строительство храма, дома притча и кладбище. Также было принято решение взимать ежегодно с каждого жителя деревни по 1 рублю на строительные расходы. 
12 июня 1913 года ходатайство о строительстве храма в деревне Константиновка было утверждено Духовной консисторией. Но так как денег на строительство новой церкви у жителей Константиновки не было, член строительного комитета Алексей Булыгин, заручившись поддержкой архиепископа Казанского и Свияжского Иакова (Пятницкого), на собственные средства выкупил старый домовой храм Кизической духовной школы с утварью, пожертвовав его для возведения деревенской церкви. 
Предположительно в том же 1913 году строительство церкви в Константиновке началось, но завершилось оно лишь в начале 1918 года. 
11 февраля 1918 года церковь во имя святителя Николая Чудотворца в Константиновке была освящена «священником Владимиром Грековым совместно с ключарём Казанского кафедрального собора протоиереем Петром Александровичем Рождественским, протоиереями Порфирием Митрофановичем Руфимским, Николаем Петровичем Измайловым и Александром Васильевичем Павловским и священником села Царицино Семёном Фёдоровичем Лебедевым». 
В советский период церковь Николая Чудотворца в Константиновке действовала до начала 1941 года. Указом Президиума Верховного Совета Татарской АССР от 11 марта 1941 года она была закрыта, а её здание было передано исполнительному комитету Столбищенского районного совета для размещения в нём учреждения культуры, то есть сельского клуба. 
С началом Великой Отечественной войны (1941—1945) здание теперь уже бывшей церкви стало использоваться как зернохранилище, оставаясь таковым и в первое послевоенное десятилетие (до 1956 года). 
В 1956 году бывший храм подвергся пожару — во время грозы в купол на крыше здания попала молния, отчего он стал тлеть, хотя сильного огня не было. После тушения обгоревший купол снесли с крыши с помощью тросов и трактора. Позже здание подверглось реконструкции, после чего его передали сельской школе: в бывшей церкви разместили учебные классы, а в алтарной части сделали пионерский уголок. Вероятно, в ходе этой реконструкции была также демонтирована и деревянная колокольня, располагавшаяся над входом в церковь с западной стороны.      
Здание церкви Николая Чудотворца было возвращено Казанской епархии Русской православной церкви в 2003 году. Позже началась реставрация храма. В 2013 году началось строительство трёхъярусной кирпичной колокольни, которое в основном завершилось в 2023 году установлением на её вершине главки с крестом. В 2021 году было построено здание приходского дома, где разместилась воскресная школа.